# Platì
Platì és un comune (municipi) de la Ciutat metropolitana de Reggio de Calàbria, a la regió italiana de Calàbria, situat a uns 70 km al sud-oest de Catanzaro i a uns 50 km al nord-est de Reggio de Calàbria, al costat del parc nacional d'Aspromonte. A 1 de gener de 2019 la seva població era de 3.798 habitants.
Platì limita amb els municipis següents: Ardore, Careri, Ciminà, Oppido Mamertina, Santa Cristina d'Aspromonte, Benestare i Varapodio.

## Història
Platì va ser fundada el 1505 quan Ferran el Catòlic va concedir els feus de Platì i Santa Bàrbara a Carlo Spinelli, príncep de Cariati. El petit llogaret que es va establir va rebre el nom de Platì el 1704. La zona estava aparentment poblada per antics condemnats de la presó de Reggio de Calàbria, com una mena de colònia penal. La població treballava principalment en la ramaderia ovina.
Un terratrèmol va destruir parcialment la ciutat el 5 de febrer de 1783, i va matar 25 persones. La zona és propensa a inundacions i esllavissades de terra i va estar afectada els anys 1848, 1861, 1870, 1908, 1951, 1953, 1958, 1972 i 1973.
Del 16 al 18 d'octubre de 1951 la ciutat va patir una inundació del riu Careri i esllavissades de terra, destruint parcialment la ciutat i deixant 18 persones mortes. Molta gent va decidir marxar i es van dirigir cap al nord (Torí i Milà) o van emigrar, en particular a Austràlia. El 1953 i el 1958 la ciutat va estar afectada de nou per inundacions. Molts dels migrants a Austràlia van acabar a Griffith (Nova Gal·les del Sud) i van convertir la zona en una important regió vitivinícola.

## Bastió de la 'Ndrangheta
Platò és notori per ser un centre de la poderosa 'Ndrangheta, l'organització calabresa del crim organitzat. La ciutat ha estat anomenada "bressol del segrest" i se sospita que les víctimes de segrest eren retingudes a la clandestinitat subterrània. La riquesa de les famílies criminals està ben amagada i el municipi és oficialment el que té la renda per capita més baixa d'Itàlia. En una operació a gran escala durant la nit del 13 de novembre del 2003, milers de carabinieri van assaltar la ciutat, descobrint habitacions i passadissos ocults i arrestant 131 persones.
Els túnels són sofisticats i, en alguns llocs, són prou grans per conduir un camió. La majoria dels passatges van paral·lels al sistema de clavegueram de la ciutat. Les portes trampa controlades a distància es dirigeixen a cases, algunes deshabitades, la qual cosa permet als 'ndranghetisti escapar de la policia en un moment de perill. Alguns dels túnels acaben fora de la ciutat a prop del bosc, mentre que altres s'obren a graners de les granges locals.
Platì és la llar dels clans de la 'Ndrangheta Barbaro, Romeo, Marando, Papalia i Sergi. Set dels alcaldes de Platì no han acabat els seus mandats: dos han estat assassinats en servei, mentre que altres cinc van ser retirats del càrrec per sospita de corrupció.
Al juliol de 2006, l'ajuntament es va dissoldre per ordres del govern central perquè havia estat infiltrat per la 'Ndrangheta i va ser substituït per un comissari prefectoral.